# Eddie C. Campbell

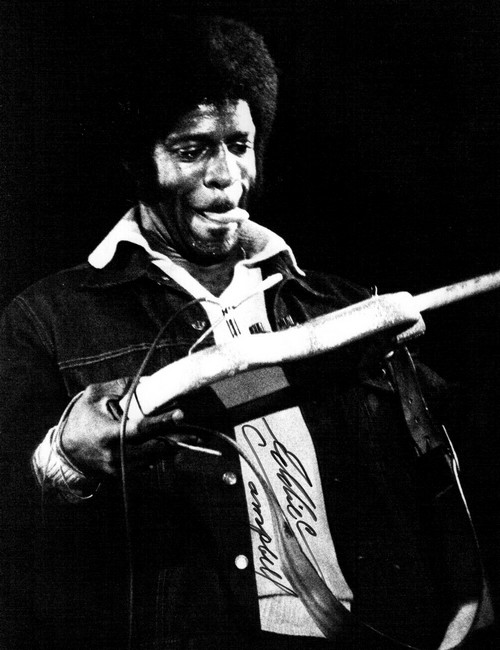
Eddie C. Campbell (1979)

Eddie C. Campbell (* 6. Mai 1939 in Duncan, Mississippi, USA; † 20. November 2018 in Oak Park, Illinois, USA) war ein US-amerikanischer Bluesgitarrist, Sänger und Songwriter.

## Biografie
Campbell wurde am 6. Mai 1939 in Duncan (Mississippi) als Sohn von Pachtfarmern geboren. Als er sechs Jahre alt war, zog seine Familie nach Chicago. Mit zwölf Jahren lernte er von den Bluesmusikern Muddy Waters, Magic Sam und Luther Allison.
In seinen frühen Jahren als professioneller Musiker spielte er als Sideman mit Howlin’ Wolf, Little Walter, Little Johnny Taylor und Jimmy Reed. 1976 engagierte ihn Willie Dixon für die Chicago Blues All-Stars. Campbells Debütalbum King of the Jungle mit Carey Bell an der Mundharmonika und Lafayette Leake am Klavier erschien im darauffolgenden Jahr. 1979 nahm er am Projekt „American Blues Legends 79“ teil und tourte durch Europa.
1984 verließ Campbell Chicago und zog nach Europa. Er lebte zunächst in London und Amsterdam und ab 1985 in Duisburg, bis er 1992 nach Chicago zurückkehrte.
Campbells letztes Album war Spider Eating Preacher (Delmark, 2012). Es wurde 2013 für einen Blues Music Award in der Kategorie „Traditional Blues Album“ nominiert, Bereits zuvor waren seine Alben Mind Trouble („Contemporary Blues Album“, 1987) und Tear This World Up („Album of the Year“, 2010) für einen Blues Music Award nominiert.
Im Februar 2013 erlitt Campbell während einer Deutschlandtournee einen Schlaganfall und einen Herzinfarkt, wodurch er auf der rechten Körperseite gelähmt blieb. Es wurde eine Spendenaktion durchgeführt, um seinen Rückflug nach Chicago zur weiteren medizinischen Behandlung zu finanzieren.
Eddie C. Campbell starb am 20. November 2018 im Alter von 79 Jahren in Oak Park (Illinois).

## Diskografie
Quellen: 
- 1977: King of the Jungle (Mr. Blues; neu aufgelegt von Rooster Blues)
- 1984: Let’s Pick It! (Black Magic Records; neu aufgelegt von Evidence Records)
- 1985: The Baddest Cat on the Block (JSP Records)
- 1986: Mind Trouble (Double Trouble)
- 1994: That’s When I Know (Blind Pig Records)
- 1997: Hopes and Dreams (Rooster Blues)
- 1999: Gonna Be Alright (Icehouse Records)
- 2006: Show de Bola (Blues Special Records)
- 2009: Tear This World Up (Delmark Records)
- 2012: Spider Eating Preacher (Delmark Records)

### Kompilationen
- 1979: American Blues Legends 79 (Big Bear Records) – Eddie C. Campbell, Chico Chism, Good Rockin’ Charles, Billy The Kid Emerson, Little Smokey Smothers, Lester Davenport
- 1985: Can’t Sit Down! (JSP Records) – Jimmy Dawkins, Eddie C. Campbell, Lowell Fulson, Professor Eddie Lusk & Anthony Palmer